# Maracaiba meridensis
Espèce
Synonymes
- Mabuya meridensis
Miralles, Rivas & Schargel, 2005

Maracaiba meridensis est une espèce de sauriens de la famille des Scincidae.

## Répartition
Cette espèce est endémique de la cordillère de Mérida au Venezuela. Elle se rencontre entre 1 300 et 2 200 m d’altitude.

## Étymologie
Son nom d'espèce, composé de merid et du suffixe latin -ensis, « qui vit dans, qui habite », lui a été donné en référence au lieu de sa découverte, la cordillère de Mérida.

## Publication originale
- Miralles, Rivas & Schargel, 2005 : A new species of Mabuya (Squamata, Scincidae) from the Venezuelan Andes. Zootaxa, no 895, p. 1-11.